# Tavorjana
Tavorjana (furlanskoToreàn, italijansko Torreano) je občina v Videmski pokrajini v italijanski deželi Furlaniji - Julijski krajini, ki se nahaja okoli 60 km severozahodno od Trsta in okoli 15 km severovzhodno od  Vidma, na meji s Slovenijo. Občina, ki se razteza na 34,9 km2, je imela 2,131 prebivalca po podatkih na dan 31. decembra 2016.
Občina Tavorjana meji na naslednje občine: Fojda (Faedis), Mojmak (Moimacco), Čedad (Cividale del Friuli),  Podbonesec (Pulfero), Špeter Slovenov  (San Pietro al Natisone).

## Etnična sestava prebivalstva
Po popisu prebivalstva iz leta 1971 se je 24,5%  prebivalcev  v občini Tavorjana opredelilo, da so Slovenci.

### Naselja v občini
Na ozemlju občine Tavorjana se nahajajo naslednja naselja:
| - Borgo Burelli, - Brajda (Laurini), - Derjan (Reànt), - Mažerole (Masaròlis), - Mòntina, - Podgrad (Costa), | - Prestint (Prestènto), - Ronke, (Ronchis), - Skrile (Canalutto), - Sottoplòvia, - Tavorjana (Torreano), - Toljan (Togliano), - Tamore (Tàmoris), |

## Zgodovina
Zgodovinsko se območje Tavorjane pojavi že v rimskem obdobju. Julij Cezar je vzpostavljal vojaške in trgovske baze tudi na severu Furlanije, vključno s “Forumom lulii”, ki je poimenovan po njem. Iz središča središča Čedada, ki je postal municipij, se je začela centuriacija njenega ozemlja in v tem času se je pojavilo naselje Tavorjana oz. “TORREANO“, ki ga je ustanovil stotnik (centurion) Taurius, ki je imel nalogo braniti in oskrbovati s hrano Forumu lulii. Tako se je rimska prisotnost globoko ukoreninila na območju Tavorjane (Torreana). 
Po letu 168 AD so začela v Furlanijo in na podeželje Foruma Iulii vdirati nova ljudstva, ki so večkrat plenila in požigala vasi in podeželje. Prvi so bili Quadi in Markomani, ki so oblegali Oglej. Rimljani so pričeli z izgradnjo obrambe vzhodne meje z utrjevanjem mest. Tudi v Tavorjani (Torreanu) so našli ostanke kasteluma, ki je predstavljal opazovalnico in obrambno postojanko. Postavili so ga na skalnato vzpetino nad vasjo Cragnolino pri Tavorjani. Konstantinov edikt iz leta 313 je krščanstvu omogočilo prosto širjenje in v Furlaniji našlo gonilno silo v Ogleju. Zaradi svojega geografskega položaja je bila Benečija izpostavljena invazijam in napadom barbarskih ljudstev na rimski imperij. Tudi ozemlje Čedada in Tavorjane (Torreana) je doživelo vpade Vizigotov, Hunov, Ostrogotov in Bizantincev. Šele prihod Langobardov je prinesel velike preobrazbe.
Langobardi pod vodstvom kralja Alboina so se leta 568 naselili  na furlanski ravnini. Čedad je postal najpomembnejše mesto Langobardov v Furlaniji. Ko je prišlo do invazije Avarov v zadnjih letih stoletja je z njimi prišlo do nekaj slovanskih naselitev na območju od Čente (Tarcenta) do Čedada. Slovane je po različnih bitkah,  leta 739 premagal langobardski vojvoda Pemmo  v bitki pri Brajdah (Laurinsu)  zaselku Tavorjane (Torreano).
Država Oglejskega Patriarhata je bila ustanovljena v Paviji 3. aprila 1077. V tem obdobju je bilo ozemlje Tavorjane (Torreano), ki je bilo vključeno v patriarhovo državo, pod vplivom gospodov Soffumberških in občine Čedad. Prvi je imel dvor v Prestintu (Prestento), v fevdu vas Čampej (Campeglio), vas Podgrad nad Tavorjano (Costa sopra Torreano) in si razširil svojo dominij na celotnem ozemlju. Občina Čedad je imela pod nadzorom območje vzdolž mestnega obzidja: Od Prestinta (Prestento) do mestnih vrat Sv. Silvestra in med Tavorjano (Torreano) in mestnimi vrati Brossana.
V času beneške zasedbe 1420-1797 se je začela izdelava  geografskih zemljevidov in opisov ozemlja, redko pa so bila najdena naselja na območju Tavorjane (Torreana), ki so bila označena ali imenovana kot visoko gorsko območje podložno gradu Soffumberg. Leta 1572 so označeni kraji Tavorjana (Torreano), Toljan (Togliano), Montina, Ronke (Ronchis) in Prestint (Prestento) in leta 1753 še Skrile (Canalut).
Pod Napoleonsko kraljevino Italijo (1797-1814)  je bil leta 1807 na modelu lombardskega, ki ga je izdelala Avstrija, vzpostavljen kataster. Območje je bilo razdeljeno na popisne občine. Povzetek popisne občine Tavorjana (Torreano) in Ronke (Ronchis) pa je bil sestavljen marca 1810.  V času vladavine Avsstrije (1815-1866) je  avstrijska vlada na območju zgradila cestne povezave.  Po drugi svetovni vojni je prišlo do močnega izseljevanja, predvsem kamnosekov, ki so bili strokovnjaki za delo s kamnom.